# 1623
| [ Edytuj tabelę ]              | |
| Król Polski                    | - 1587 Zygmunt III Waza 1632 |
| Współksiążęta Andory           | - 1622 Luís Díes de Aux de Armendáriz 1627 - 1610 Ludwik XIII 1643                                                                 |
| Król Anglii i Szkocji          | - 1603 Jakub I 1625 |
| Elektor Bawarii                | - 1623 Maksymilian I Bawarski 1651                                                                                                 |
| Elektor Brandenburgii          | - 1619 Jerzy Wilhelm 1640 |
| Książę Bawarii                 | - 1597 Maksymilian I Bawarski 1623                                                                                                 |
| Sułtan Brunei                  | - 1619 Abdul Jailul Akhbar 1649 |
| Cesarz Chin                    | - 1620 Tianqi 1627 |
| Król Czech                     | - 1620 Ferdynand II Habsburg 1637                                                                                                  |
| Król Danii                     | - 1588 Chrystian IV 1648 |
| Dalajlama                      | - 1617 Lobsang Gjaco 1682 |
| Cesarz Etiopii                 | - 1606 Susnyjos I 1632 |
| Król Francji                   | - 1610 Ludwik XIII 1643 |
| Król Gruzji                    | - 1614 Tejmuraz I 1632 |
| Król Hiszpanii                 | - 1621 Filip IV 1665 |
| Landgraf Hesji-Kassel          | - 1592 Maurycy Uczony 1627 |
| Stadhouder Holandii            | - 1584 Maurycy Orański 1625 |
| Szach Iranu                    | - 1587 Abbas I Wielki 1629 |
| Państwo Wielkich Mogołów       | - 1605 Dżahangir 1627 |
| Król Irlandii                  | - 1603 Jakub I Stuart 1625 |
| Cesarz Japonii                 | - 1611 Go-Mizunoo 1629 |
| Kalif                          | - 1622 Mustafa I 1623 - 1623 Murad IV 1640                                                                                         |
| Patriarcha Konstantynopola     | - 1620 Cyryl Lukaris 1623 - 1623 Grzegorz IV z Amasei 1623 - 1623 Antym II 1623 - 1623 Cyryl Lukaris 1633                          |
| Władca Korei                   | - 1608 Kwanghaegun 1623 - 1623 Injo 1649                                                                                           |
| Książę Kurlandii i Semigalii   | - 1587 Fryderyk Kettler 1642 |
| Książę Liechtensteinu          | - 1608 Karol I 1627 |
| Książę Monako                  | - 1612 Honoriusz II 1662 |
| Król Nawarry                   | - 1610 Ludwik XIII 1643 |
| Król Norwegii                  | - 1588 Chrystian IV 1648 |
| Sułtan Omanu                   | - 1560 Abd Allah ibn Muhammad 1624                                                                                                 |
| Elektor Palatynatu             | - 1610 Fryderyk V 1623 - 1623 Maksymilian I Bawarski 1648                                                                          |
| Papież                         | - 1621 Grzegorz XV 1623 - 1623 Urban VIII 1644                                                                                     |
| Książę Parmy i Piacenzy        | - 1622 Edward I 1646 |
| Król Portugalii                | - 1621 Filip III 1640 |
| Książę w Prusach               | - 1620 Jerzy Wilhelm 1640 |
| Car Rosji                      | - 1613 Michał I 1645 |
| Cesarz Rzymski (niemiecki)     | - 1619 Ferdynand II Habsburg 1637                                                                                                  |
| Kapitanowie Regenci San Marino | - 1622 Annibale Belluzzi Marino Belluzzi 1623 - 1623 Giacomo Bonetti Annibale Gozi 1623 - 1623 Giuliano Belluzzi Enea Bonelli 1624 |
| Elektor Saksonii               | - 1611 Jan Jerzy I Wettyn 1656 |
| Król Szkocji                   | - 1567 Jakub VI 1625 |
| Król Szwecji                   | - 1611 Gustaw II Adolf 1632 |
| Król Tajlandii                 | - 1611 Songtham 1628 |
| Sułtan Turków                  | - 1622 Mustafa I 1623 - 1623 Murad IV 1640                                                                                         |
| Doża Wenecji                   | - 1618 Antonio Priuli 1623 - 1623 Francesco Contarini 1624                                                                         |
| Król Węgier                    | - 1619 Ferdynand III 1637 |
| Książęta Wirtembergii          | - 1608 Jan Fryderyk 1628 |

Rok 1623 / MDCXXIII
stulecia: XVI wiek ~
XVII wiek ~
XVIII wiek

lata: 1613 «
1618 «
1619 «
1620 «
1621 «
1622 «
1623
» 1624
» 1625
» 1626
» 1627
» 1628
» 1633

## Wydarzenia w Polsce
- 24 stycznia-5 marca – w Warszawie obradował sejm zwyczajny[1].

## Wydarzenia na świecie
- 16 czerwca – tron objął sułtan turecki Murad IV.
- 18 czerwca – patriarchą Konstantynopola został Antym II.
- 6 sierpnia – Maffeo Barberini został wybrany na papieża i przyjął imię Urban VIII.
- 22 września – patriarcha Konstantynopola Antym II został zmuszony do ustąpienia, osiadł w klasztorze.
- Papież Urban VIII uznał Ignacego Loyolę za świętego.
- Maksymilian I przekazał zbiory biblioteki w Heidelbergu w podziękowaniu dla Papieża Grzegorza XV za polityczne wsparcie w trakcie wojny trzydziestoletniej.
- Ukazało się Pierwsze Folio dzieł Szekspira.

## Urodzili się
- 30 kwietnia – Franciszek de Montmorency Laval, francuski duchowny katolicki, pierwszy biskup Québecu, święty katolicki (zm. 1708)
- 19 czerwca – Blaise Pascal, francuski przyrodnik i filozof (zm. 1662)
- 23 sierpnia – Stanisław Lubieniecki młodszy, polski astronom (zm. 1675)

Data dzienna nieznana: 
- Franciszek Nihachi, japoński męczennik, błogosławiony katolicki (zm. 1628)
- Pietro Antonio Cesti, włoski kompozytor (zm. 1669)

## Zmarli
- 22 stycznia – Makary Żabiński, cudotwórca i święty Kościoła prawosławnego (ur. 1539)
- 4 lipca – William Byrd, angielski organista i kompozytor (ur. ok. 1540)
- 8 lipca – Grzegorz XV, papież (ur. 1554)
- 12 listopada – Jozafat Kuncewicz, unicki arcybiskup połocki, bazylianin, święty (ur. ok. 1580)

- data dzienna nieznana: 
  - Hanshan Deqing – chiński mistrz chan (ur. 1545)
  - Jan Zbigniew Ossoliński – sekretarz królewski, podkomorzy sandomierski, kasztelan małogoski i żarnowski, wojewoda podlaski i sandomierski, starosta czerski, nowomiejski i stobnicki

## Święta ruchome
- Tłusty czwartek: 23 lutego
- Ostatki: 28 lutego
- Popielec: 1 marca
- Niedziela Palmowa: 9 kwietnia
- Wielki Czwartek: 13 kwietnia
- Wielki Piątek: 14 kwietnia
- Wielka Sobota: 15 kwietnia
- Wielkanoc: 16 kwietnia
- Poniedziałek Wielkanocny: 17 kwietnia
- Wniebowstąpienie Pańskie: 25 maja
- Zesłanie Ducha Świętego: 4 czerwca
- Boże Ciało: 15 czerwca